# Славков-у-Брна
Славков-у-Брна (чеськ. Slavkov u Brna, «Славков біля Брна», також відоме під більш ранньою німецькою назвою А́встерліц (Аустерліц), нім. Austerlitz) — місто у Моравії, район Вишков, Південноморавський край, Чехія. Саме біля цього міста пройшла відома битва під Аустерліцом.

## Історія
На початку XIII століття літописець Козьма Празький згадує про належність цього регіону до Тевтонського ордену. В 1223 на цьому місці вже існували церкви Св. Марії та Святого Якова. 12 травня 1237 роком датується перша згадка про фортецю на місці міста. Засноване раніше, наприкінці XII століття, німецькими лицарями, котрі володіли ним до 1420-х років, коли землі конфіскував Сигізмунд I Люксембург. Згадка про місто знаходиться в грамоті богемського короля Вацлава І. Там поселення згадується під назвою Аустерліц (Austerlitz) і описане, як володіння тевтонський лицарів. Назва Славков відома з 1361 року. Згодом чеський король Вацлав IV подарував Аустерліцю статус міста і герб. Славков знаходився на перехресті торговельних шляхів, які йшли з Брна в Бучовіци, Годонін, Вішков. З топоніма Новоседліце виникла німецька назва міста «Нойстерліц», яка згодом трансформувалася в Аустерліц. Саме ця назва була загальноприйнятою до початку XX століття.
В XIX столітті і до 1918 року місто було одним населених пунктів, де розміщувалися підрозділи австро-угорської армії.

## Общини
Містечко Славков-у-Брна, є адміністративнийм центром для таких довколішніх общин:
- Бошовіце (Bošovice);
- Гершпіце (Heršpice);
- Годеїце (Hodějice);
- Голубіце (Holubice);
- Гостерадкі-Решов (Hostěrádky — Rešov);
- Грушки (Hrušky);
- Кобержице-у-Брна (Kobeřice u Brna);
- Крженовіце (Křenovice);
- Ловчічки (Lovčičky);
- Мілешовіце (Milešovice);
- Нємчани (Němčany);
- Нижковіце (Nížkovice);
- Отніце (Otnice);
- Шаратіце (Šaratice);
- Важани-над-Літавою (Vážany nad Litavou);
- Велешовіце (Velešovice);
- Збишов (Zbýšov).

## Пам'ятники
- Славковський замок в барокковому стилі (має 115 кімнат і французький сад). 2 грудня 1805 року було підписано мирну угоду поміж Австрією та Францією (після Аустерліцької битви).
- Ратуша (вимурована в добу Ренесансу) і садиба на центральному ринку. Залишки мурів старого міста.
- Костел Воскресіння Господнього (на центральній площі, 1786—1789).
- Костел Івана Хрестителя (на могилках) з гробницею роду Кауниців.
- Каплиця св. Урбана (1712, перебудована 1858—1861).
- Гебрейська Синагога (1858).

## Відомі постаті
- Бернардіно Окіно (Bernardino Ochino 1487—1564) — італійський теолог часів Реформації (протестант);
- Князь Венцель Антон Домінік Кауніц-Рітберг (Wenzel Anton Kaunitz 1711—1794) — австрійський державний діяч часів Священної Римської імперії, ініціатор Дипломатичної революції;
- Перегрін Обдржалек (Peregrin Obdržálek 1825—1891) — католицький священник, літератор, автор сатиричних памфлетів;
- Франтішек Колачек (František Koláček) — чеський фізик та математик.

## Міста побратими
- Славкув[5], Польща;
- Хорн[6], Австрія4
- Аустерліц[7], Нідерланди;
- Дарне[8], Франція;
- Можайськ[9], Росія;
- Паг[10], Хорватія;

## Галерея

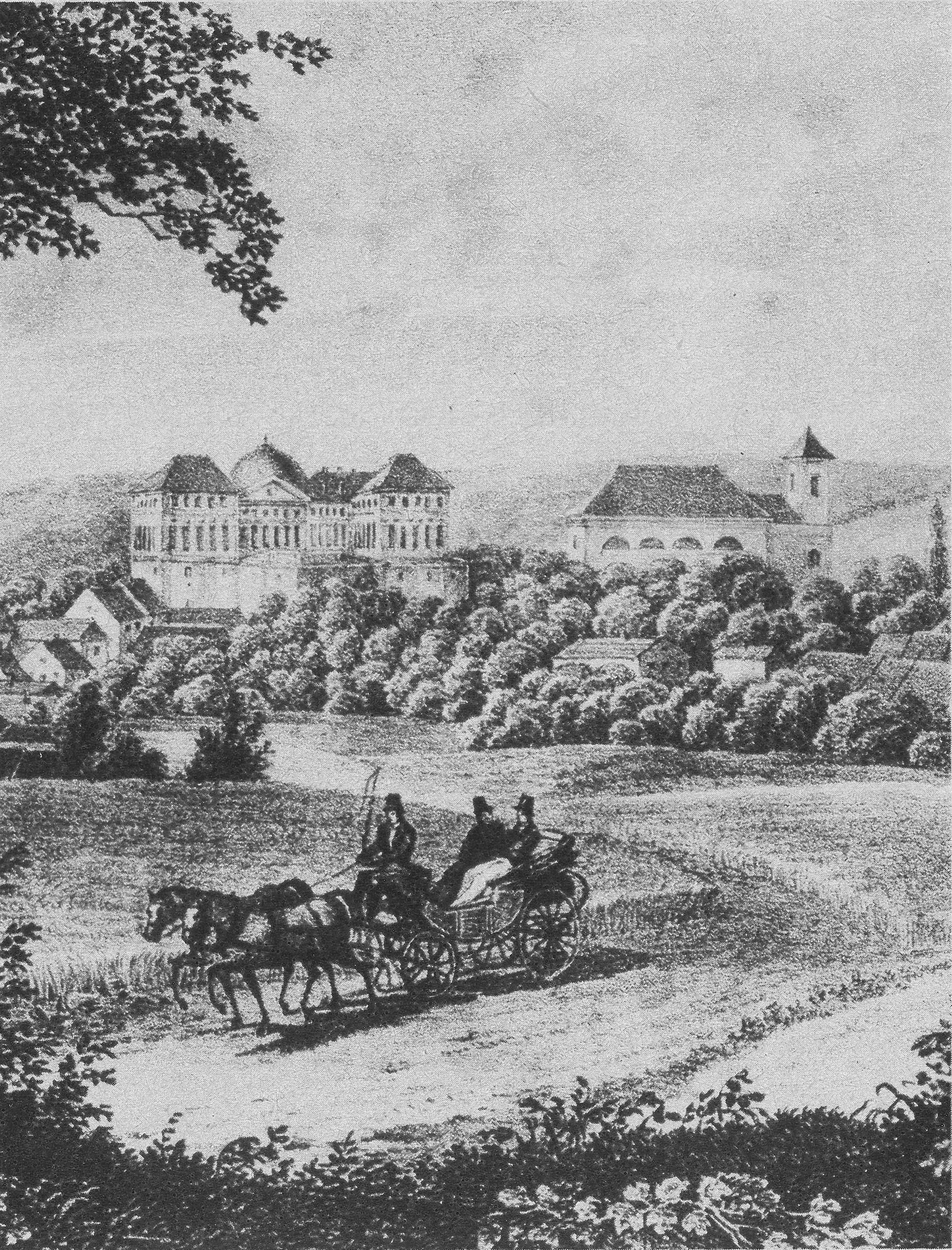
Славков 1848 року
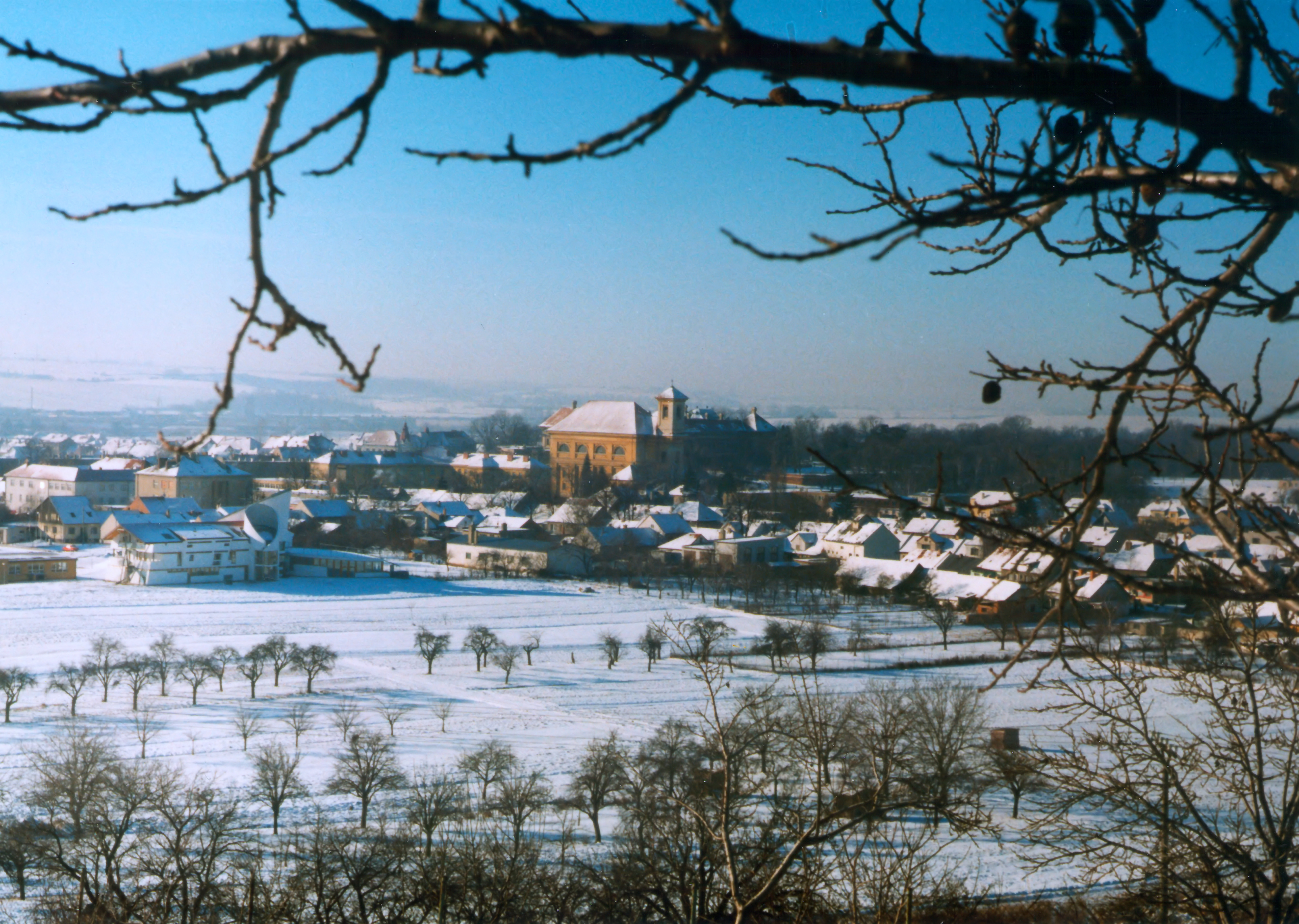
Славков (фото з півночної сторони міста)
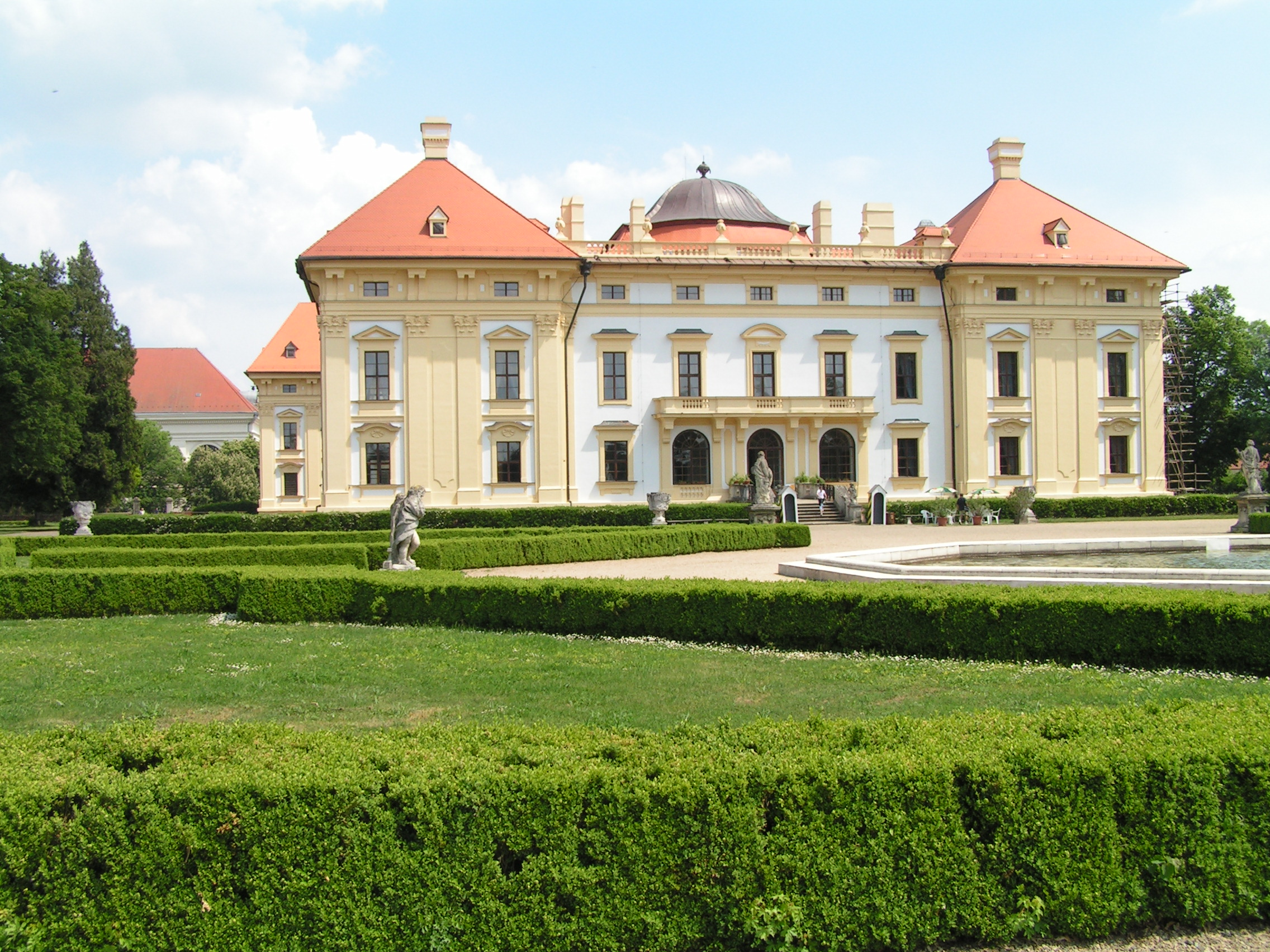
Замок
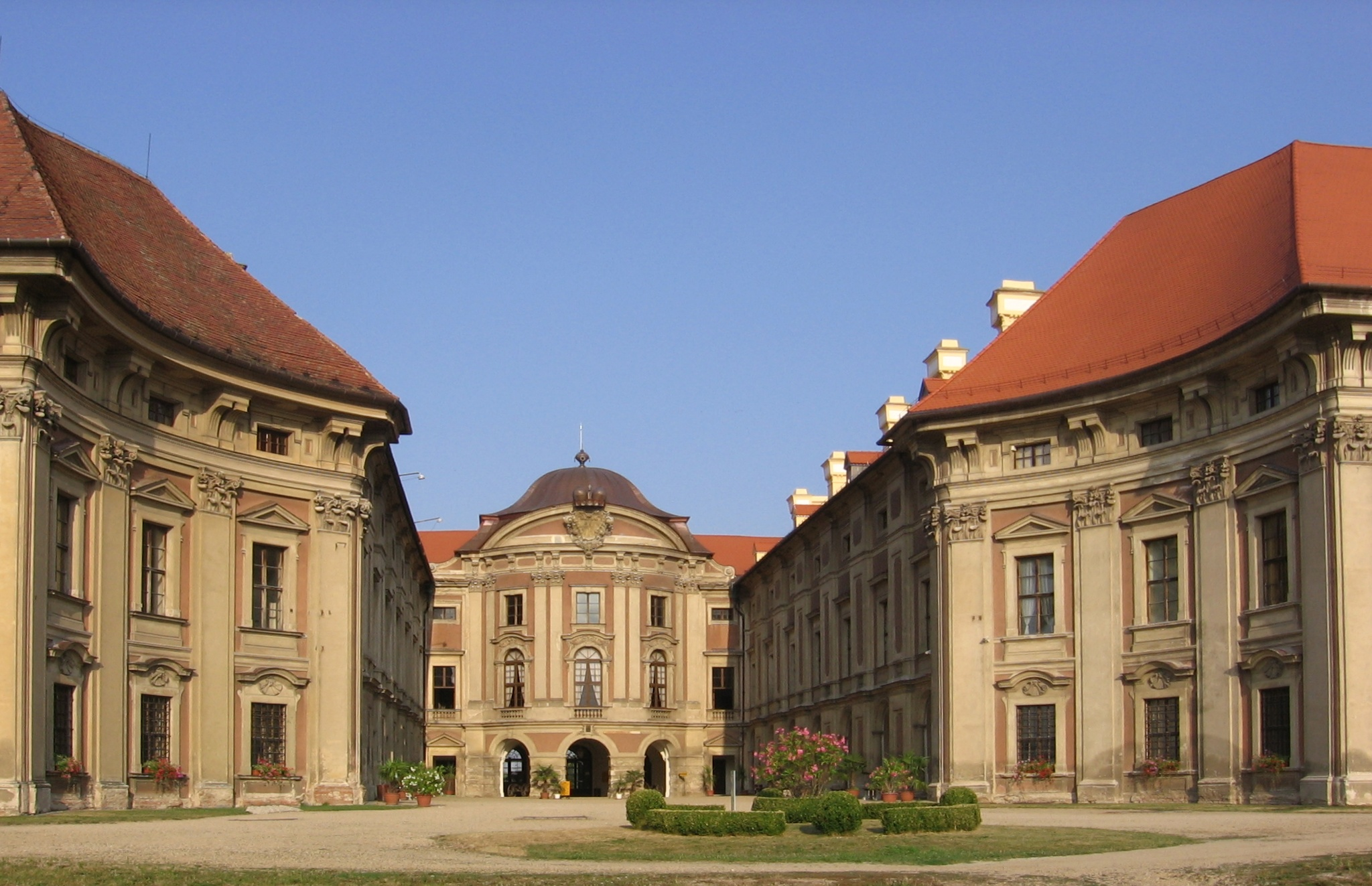
Подвір'я замку
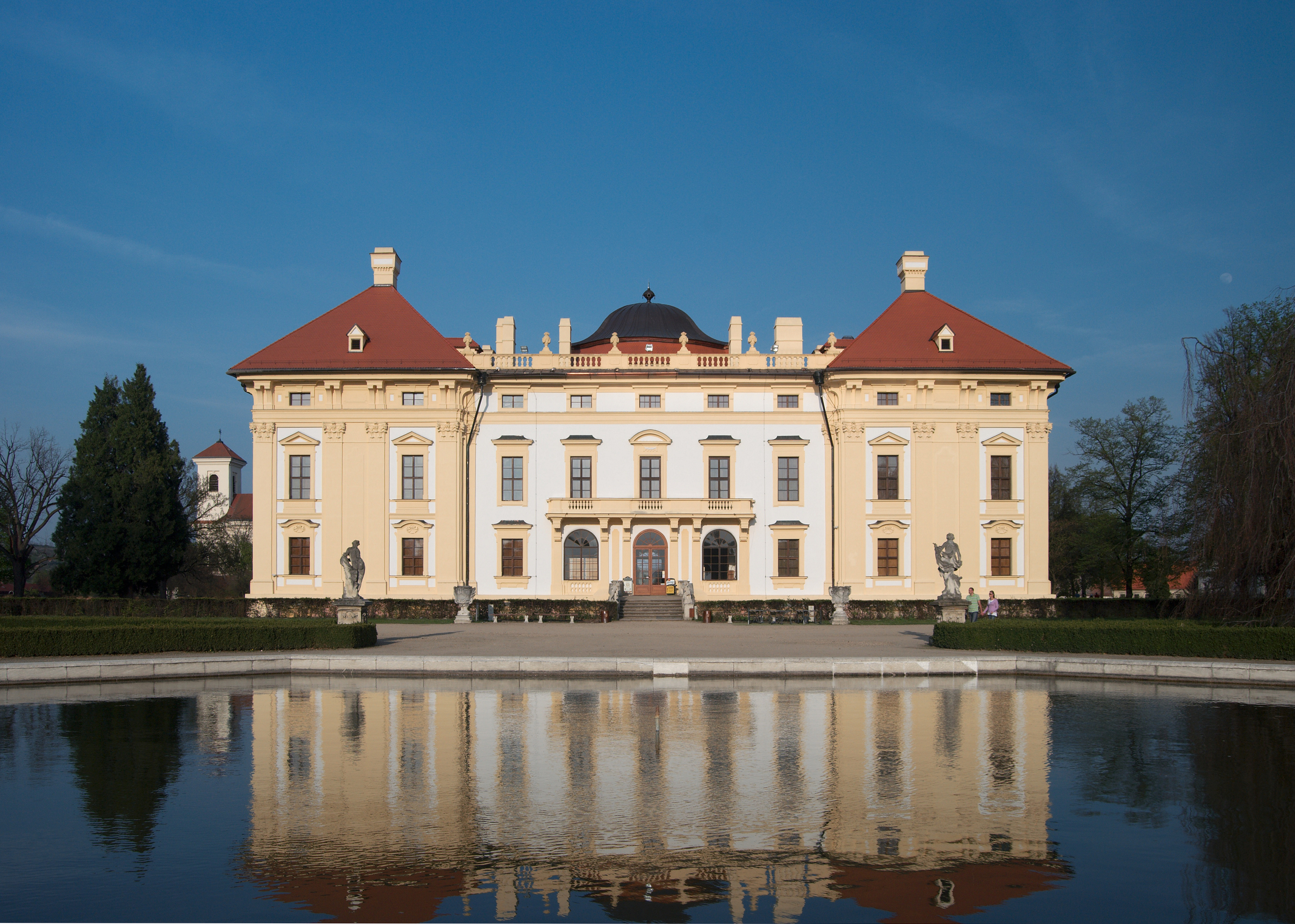
Вид на замок з парку
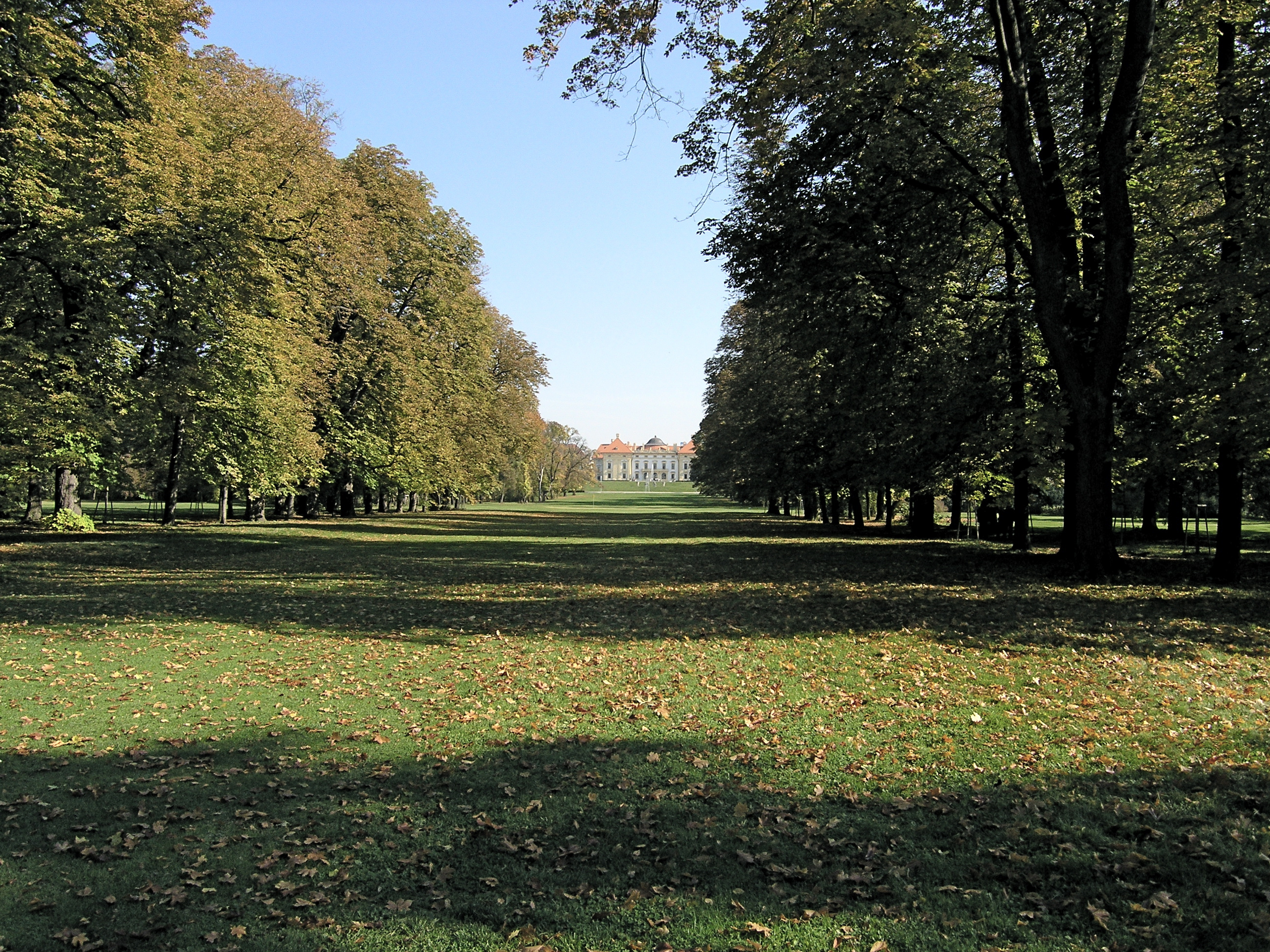
Замковий парк
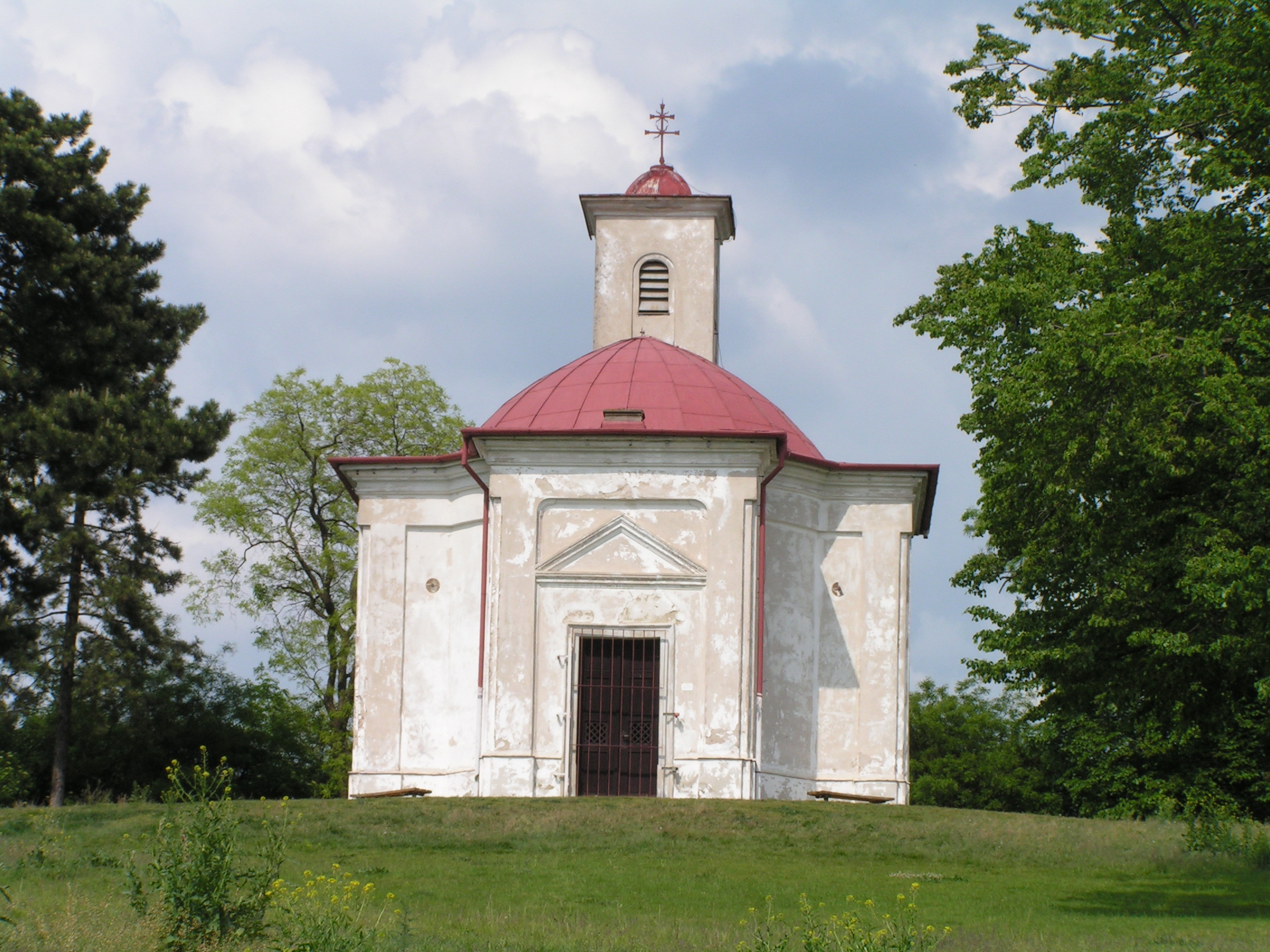
Каплиця святого Урбана
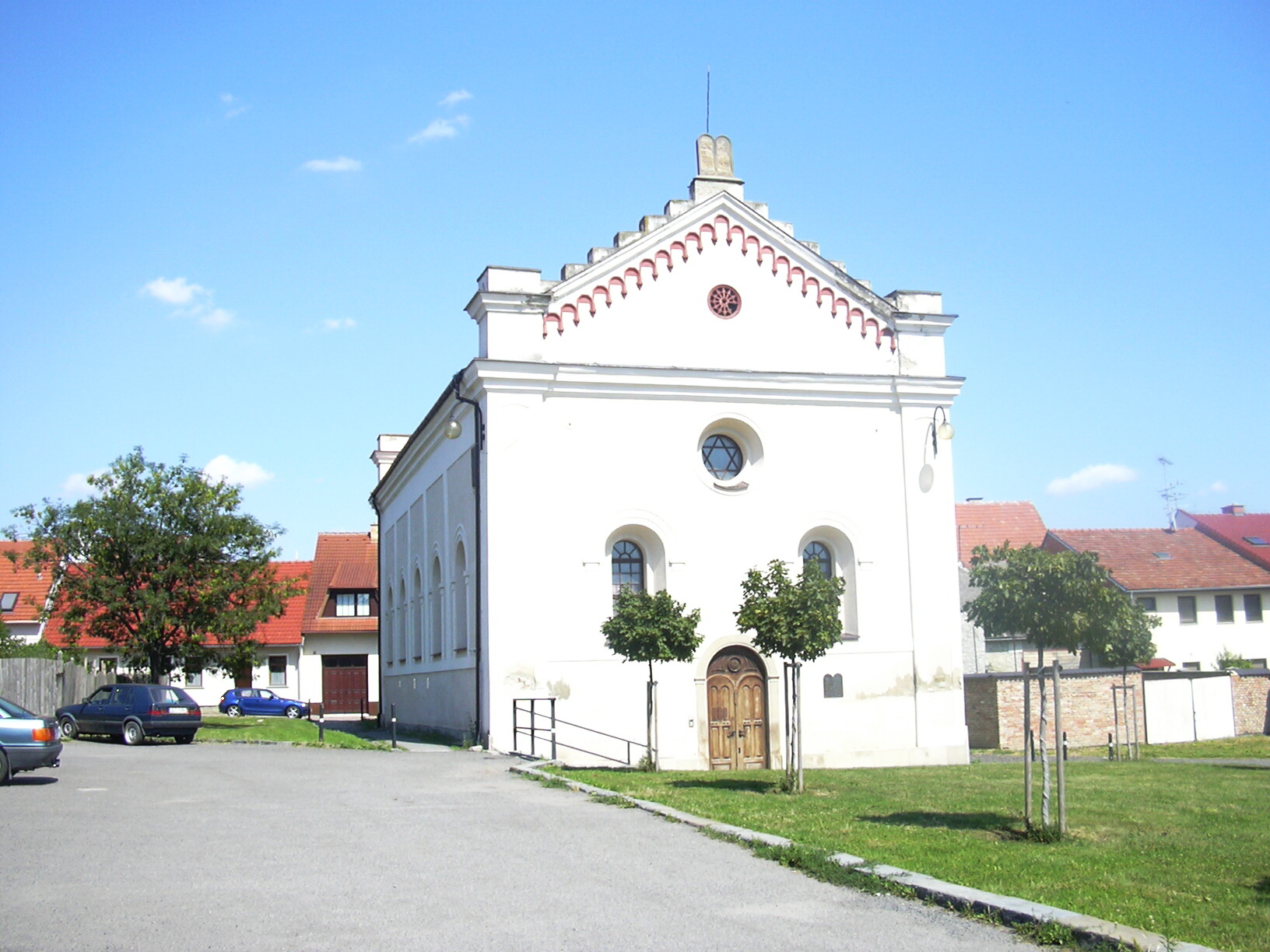
Синагога
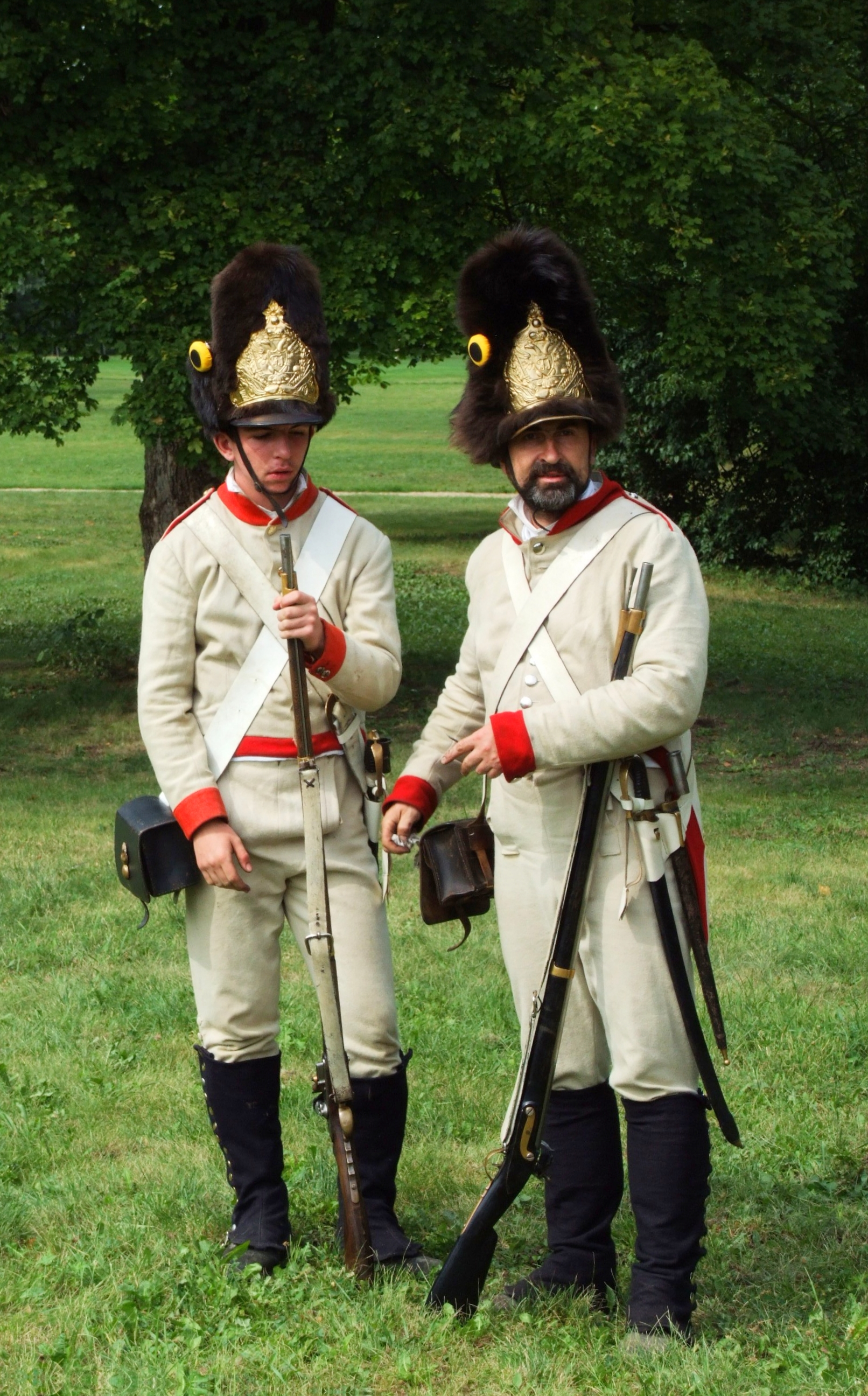
Реконструктори битви під Аустерліцом
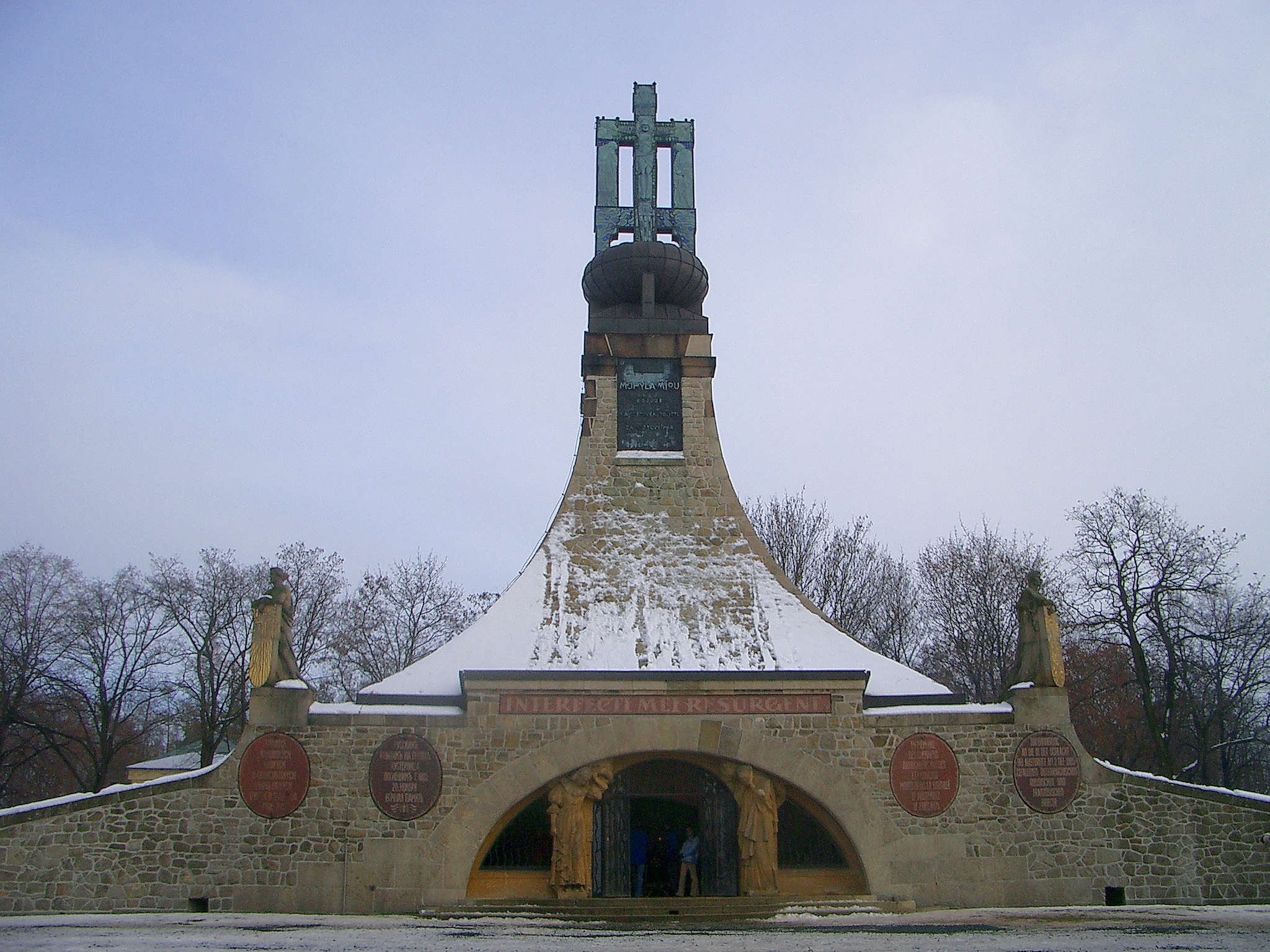
Пам'ятник миру
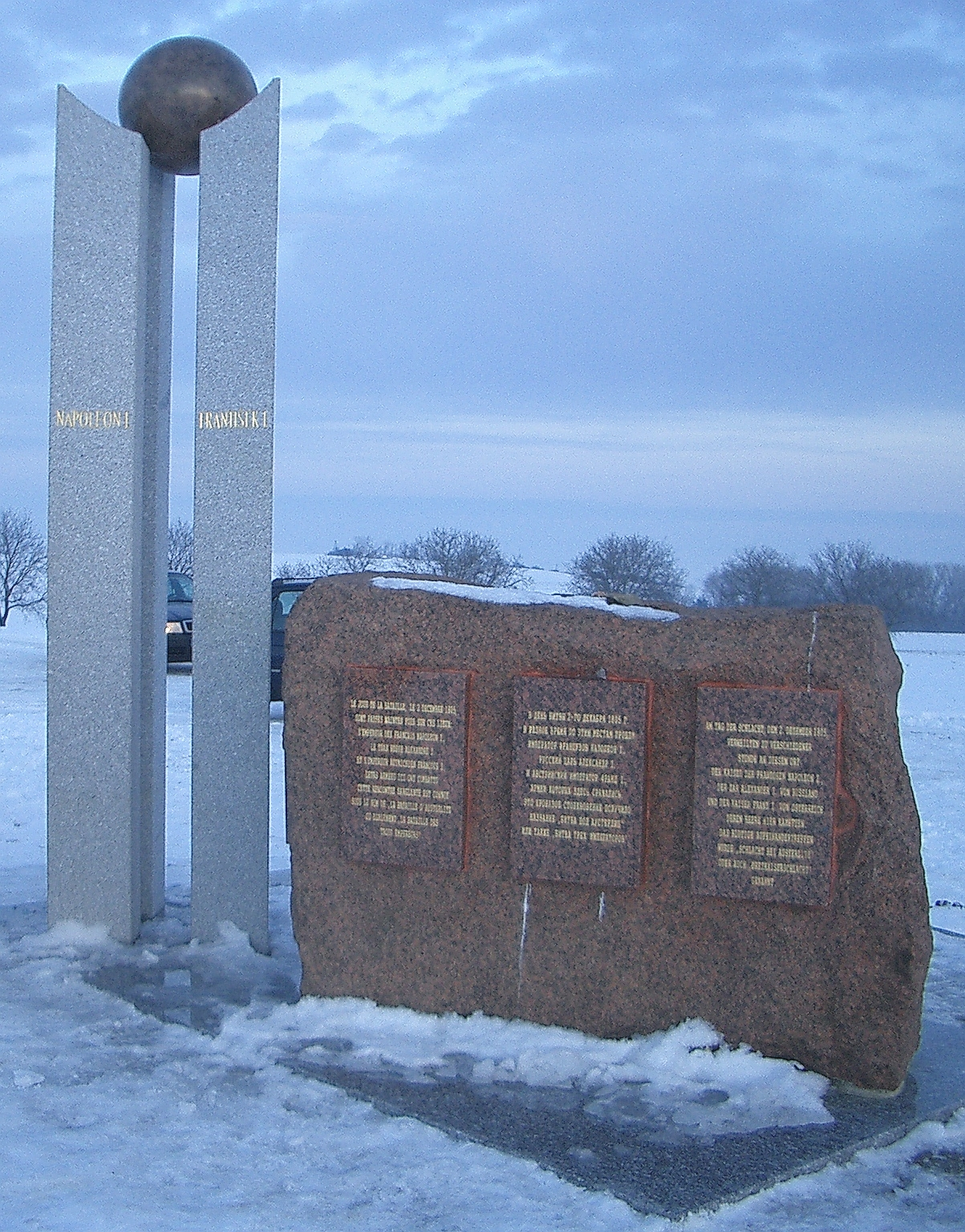
Пам'ятник трьом імператорам
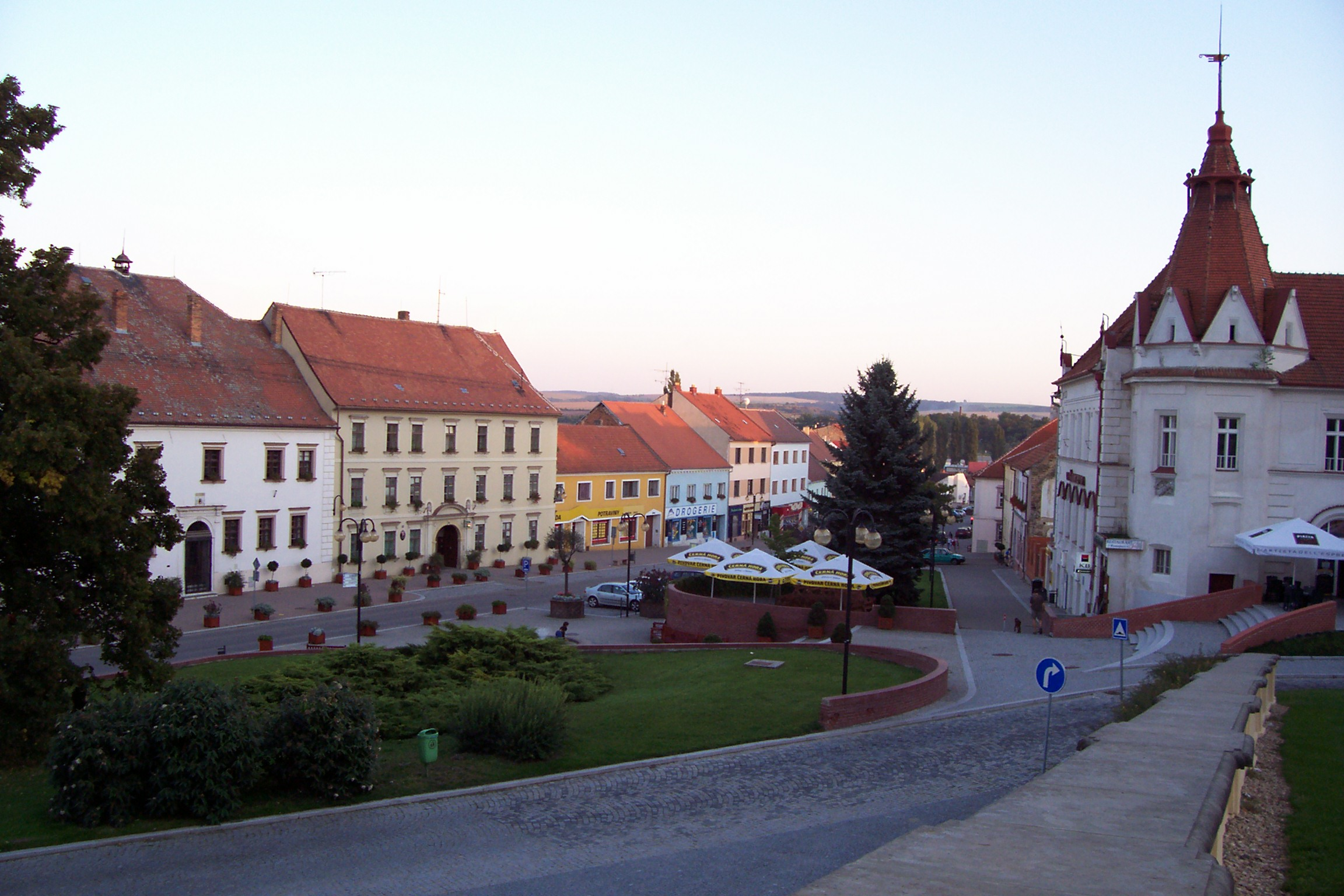